# Epiophlebia laidlawi
Epiophlebia laidlawi is een libellensoort uit de familie van de Epiophlebiidae, de enige familie binnen de Anisozygoptera. De soort staat op de Rode Lijst van de IUCN als gevoelig, beoordelingsjaar 2006 en werd in 1921 voor het eerst wetenschappelijk beschreven door Tillyard.
Ze komt voor in Nepal, aangrenzend India, de Himalaja en Bhutan.

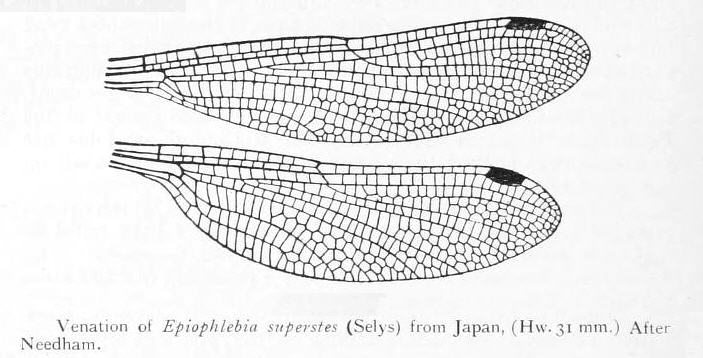
Vleugeladering van E. superstes